# SECTM1
SECTM1 (англ. Secreted and transmembrane 1) – білок, який кодується однойменним геном, розташованим у людей на короткому плечі 17-ї хромосоми. Довжина поліпептидного ланцюга білка становить 248 амінокислот, а молекулярна маса — 27 039.
| 10         |  | 20         |  | 30         |  | 40         |  | 50         |
| ---------- |  | ---------- |  | ---------- |  | ---------- |  | ---------- |
| MQTCPLAFPG |  | HVSQALGTLL |  | FLAASLSAQN |  | EGWDSPICTE |  | GVVSVSWGEN |
| TVMSCNISNA |  | FSHVNIKLRA |  | HGQESAIFNE |  | VAPGYFSRDG |  | WQLQVQGGVA |
| QLVIKGARDS |  | HAGLYMWHLV |  | GHQRNNRQVT |  | LEVSGAEPQS |  | APDTGFWPVP |
| AVVTAVFILL |  | VALVMFAWYR |  | CRCSQQRREK |  | KFFLLEPQMK |  | VAALRAGAQQ |
| GLSRASAELW |  | TPDSEPTPRP |  | LALVFKPSPL |  | GALELLSPQP |  | LFPYAADP   |

A: Аланін

C: Цистеїн

D: Аспарагінова кислота

E: Глутамінова кислота

F: Фенілаланін

G: Гліцин

H: Гістидин

I: Ізолейцин

K: Лізин

L: Лейцин

M: Метіонін

N: Аспарагін

P: Пролін

Q: Глутамін

R: Аргінін

S: Серин

T: Треонін

V: Валін

W: Триптофан

Локалізований у клітинній мембрані, мембрані.
Також секретований назовні.